# ديما الأكتع
ديما الأكتع، هي عداءة سورية ، خسرت ساقها اليسرى جراء قصف منزلها في ريف إدلب ، شمال سوريا . أدرجتها شبكة بي بي سي على قائمتها لـ 100 امرأة الأكثر تأثيراً وإلهاماً حول العالم لعام 2022 .

## حياتها
ولدت ديما الأكتع في قرية في سلقين بريف إدلب ، من أسرة تتكون من ستة أطفال ، شاركت في بطولات محلية للجري في بلادها ، إلا أنها اضطرت إلى بتر ساقها اليسرى نتيجة إصابتها بشظايا جراء قصف منزلها ، في القرية الواقعة في شمال سوريا ، عام 2012 ، ما حرمها ممارسة رياضة الجري ، وقررت مع أسرتها اللجوء إلى لبنان هرباً من الحرب المشتعلة في سوريا ، ومن لبنان حصلت على حق اللجوء في بريطانيا مطلع عام 2017 ضمن برامج إعادة التوطين .
وبعد وصولها إلى مقاطعة بيدفوردشير شرق انجلترا ، عملت متطوعة في إحدى المدارس المحلية ، وتدرس حالياً التصميم الداخلي في كلية بيدفوردشير .

## مسيرتها المهنية
بعد انتقال ديما الأكتع إلى بريطانيا كلاجئة ، نظمت مبادرة للسير ميلاً واحداً لصالح منظمة خيرية تدعم اللاجئين ، وتمكنت من جمع 1000 جنيه استرليني في مبادرتها الأولى ، وجمعت خلال مبادراتها 13500 جنيه استرليني لتشتري طرفاً اصطناعياً للجري ، وانضمت إلى فريق كرة القدم البديلة في إنجلترا ، وانتشرت قصتها بعد ظهورها في فيديو موسيقي لنجمة البوب آن ماري .
وتنشط ديما حالياً في جمع التبرعات للاجئين خصوصاً الأطفال ممن بترت أعضاؤهم نتيجة الحرب . وساهمت في جمع أكثر من 70 ألف جنيه استرليني لصالح حملة لمساعدة اللاجئين خلال فترة الإغلاق بسبب جائحة كورونا كوفيد 19 .